# Minerogenesi
La minerogenesi è il processo che porta alla formazione dei minerali. I minerali sono il risultato di una serie di trasformazioni fisiche e chimiche che si sono verificate nel corso delle varie ere geologiche e che si verificano tuttora. Il tempo occorrente può variare enormemente, da pochi secondi a migliaia di anni. La formazione può avvenire in tre ambiti geologici diversi: magmatico, sedimentario e metamorfico.
In ambito magmatico i minerali si possono cristallizzare in profondità o in superficie, oppure all'interno di vene (pegmatiti) o deposizione pneumatolitica o idrotermale.
In ambito sedimentario i minerali si formano per deposizione di molecole derivanti dalla combinazione di ioni disciolti nelle acque o per alterazione di preesistenti minerali. In ambiente metamorfico si formano per riorganizzazione dei minerali presenti a causa della pressione e della temperatura. L'energia in gioco nei processi magmatici e metamorfici è quella endogena terrestre mentre nei processi sedimentari l'energia deriva quasi esclusivamente dall'irraggiamento solare.
Tra gli altri possibili metodi di formazione sono inclusi:
- sublimazione da gas vulcanici;
- deposizione da soluzioni acquose e brine idrotermali;
- cristallizzazione da magma igneo o lava;
- ricristallizzazione per processi metamorfici e di metasomatismo
- cristallizzazione durante la diagenesi dei sedimenti;
- formazione per ossidazione e corrosione di rocce negli ambienti dell'atmosfera o all'interno del suolo.

Un minerale può formarsi in base a processi differenti ma solitamente solo uno di essi avviene comunemente ed è quello che viene considerato per classificare il minerale in base alla genesi.

## Genesi magmatica
La formazione dei minerali per minerogenesi magmatica, avviene a partire dal magma che si trova generalmente a grandi profondità (oltre i 20 km). L'ordine di cristallizzazione dipende da quattro fattori: temperatura, pressione, composizione relativa e gas disciolti. Il magma può avere differenti composizioni e contiene disciolti alcuni gas, il raffreddamento può avvenire a differenti velocità e profondità (quindi differenti pressioni) e questo porta alla formazione di minerali diversi.
La cristallizzazione comincia a partire da una temperatura di circa 1200 °C e generalmente attraversa le seguenti fasi:
- fase ortomagmatica, con temperature comprese tra 1.200 e 750 °C;
- fase pegmatitica, con temperature comprese tra 750 e 550 °C;
- fase pneumatolitica, con temperature comprese tra 550 e 374 °C (quest'ultimo valore corrisponde alla temperatura critica dell'acqua);
- fase idrotermale, con temperature inferiori a 374 °C.

### Fase ortomagmatica
La maggior parte del magma cristallizza durante la fase ortomagmatica. Mano a mano che procede la cristallizzazione, la parte volatile (costituita prevalentemente da vapore acqueo ed anidride carbonica) si concentra nella parte ancora fusa aumentandone la pressione e facendo sì che rimanga fluida a temperature più basse.
I minerali cristallizzano normalmente seguendo un certo ordine (serie di Bowen). I primi a cristallizzare sono i cosiddetti minerali accessori che sono poco solubili ad alta temperatura e quindi non modificano sostanzialmente la composizione mineralogica del magma. In alcuni casi possono concentrarsi sotto azione della gravità e formare dei giacimenti sfruttabili economicamente (per esempio zircone, diamante, ilmenite, platino, spinello, magnetite, pirite). Successivamente cristallizzano i minerali essenziali cioè quelli che caratterizzano il magma, tra questi prima si separano i minerali femici (cioè silicati di ferro e magnesio) tra cui olivina, diopside, diallagio, enstatite, orneblenda, biotite e poi quelli felsici (ricchi in feldspati e silice e poveri in magnesio e ferro) come ortoclasio, nefelina, muscovite e quarzo.

### Fase pegmatitica
La fase pegmatitica è caratterizzata da un'elevata pressione del magma dovuta alla concentrazione delle sostanze volatili ed un'elevata fluidità, questo fa sì che il magma si insinui fra le fratture delle rocce già solidificate formando filoni. I minerali che si formano nella fase pegmatitica contengono elementi chimici che per le dimensioni non sono entrati nella composizione dei reticoli cristallini che si sono formati durante la fase ortomagmatica. I minerali che si formano più comunemente in questa fase sono il quarzo, i feldspati alcalini (ortoclasio, microclino ed albite) e le miche.

### Fase pneumatolitica
Il magma durante la fase pneumatolitica è quasi completamente cristallizzato, contiene una notevole quantità di gas e vapori che tendono a separarsi dal magma stesso ed i residui che non si sono cristallizzati precedentemente. Si registrano reazioni chimiche fra i gas stessi e con le eventuali rocce carbonatiche circostanti. Durante questa fase si formano comunemente i seguenti minerali: l'apatite, la calcite, l'oro, la tormalina.

### Fase idrotermale
La fase idrotermale è caratterizzata da una temperatura minore di 374 °C corrispondente alla temperatura critica dell'acqua pertanto il vapore acqueo si condensa e si formano delle soluzioni acquose che si infiltrano nelle fratture delle rocce dove si depositano le sostanze in soluzione. Vi è un'ulteriore distinzione in base alla temperatura di cristallizzazione, si definisce la genesi ad alta, media e bassa termalità. Minerali di alta termalità sono pirite e calcopirite nonché giacimenti auriferi ed argentiferi. I solfuri misti di rame, zinco, piombo, oro ed argento sono di media termalità mentre l'orpimento, il cinabro, il realgar e l'antimonite sono minerali di bassa termalità.

## Genesi sedimentaria
I minerali di origine sedimentaria derivano generalmente da processi di erosione ed alterazione chimica di rocce già esistenti. Questi processi sono determinati dai movimenti dell'atmosfera e dell'idrosfera o dall'azione degli organismi viventi.
I minerali di origine sedimentaria sono classificati analogamente alle rocce sedimentarie pertanto si distinguono i seguenti gruppi:
- minerali di deposito meccanico o clastico
- minerali di deposito chimico
- minerali di deposito organico e biochimico

La formazione dei minerali in ambito sedimentario avviene grazie a vari processi sia fisici che chimici.

### Minerali di origine clastica
I processi erosivi degradano le rocce e gli agenti atmosferici (acqua e vento) ne trasportano i componenti più resistenti. Le dimensioni ed il peso specifico fanno sì che questi componenti vengano naturalmente selezionati portando a concentrarli nei sedimenti presenti in mari, laghi e fiumi. In alcuni casi possono formare giacimenti consistenti.

### Minerali da alterazione di giacimenti primari
Questi minerali si formano grazie al contatto fra le acque di origine meteorica e la parte superiore dei giacimenti metalliferi più soggetta ad alterazioni (cappellaccio). L'acqua che si infiltra nel sottosuolo e ricca di anidridre carbonica ed ossigeno, la presenza di queste sostanze provoca una serie di reazioni chimiche che diventano più intense all'aumentare della profondità. A profondità minore prevalgono le reazioni di ossidazione, all'aumentare della profondità prevalgono le reazioni di riduzione. Questa diversificazione fa sì che in superficie si formino carbonati, solfati, ossidi ed idrossidi mentre più in profondità si possono trovare anche solfuri ed elementi nativi.

### Minerali da alterazione di rocce superficiali
Le rocce superficiali sottoposte all'alterazione chimica danno origine a minerali diversi a seconda della roccia di partenza. L'alterazione di calcari e dolomie impuri lascia un residuo che va a formare le bauxiti carbonatiche. La decomposizione dei silicati presenti nelle rocce eruttive in ambiente umido tropicale conduce alla formazione delle lateriti contenenti vari ossidi di ferro ed alluminio come l'ematite, la goethite e la caolinite. Se la decomposizione delle rocce eruttive avviene in ambienti umidi temperati si formano i cosiddetti minerali argillosi che sono silicati di alluminio, ferro e magnesio (per esempio illite, montmorillonite e caolinite).

### Minerali evaporitici
L'evaporazione dell'acqua fa sì che si concentrino i sali disciolti in essa, raggiunta una certa concentrazione essi precipitano. Questo fenomeno è tipico degli ambienti marini e lacustri in presenza di clima arido e porta alla formazione di minerali come l'anidrite, la calcite, la dolomite, il gesso e la salgemma.
Nelle zone desertiche sono tipiche le cosiddette rose del deserto formate da gesso e barite e le foreste pietrificate dove il legno degli alberi è stato sostituito dalla silice.
Un'altra formazione di origine evaporitica è la calcite che forma le stalattiti e le stalagmiti nelle grotte carsiche. Queste si formano a partire dall'acqua bicarbonatica che gocciola all'interno delle grotte perdendo CO2.

### Minerali di origine organogena e biochimica
I resti organici di piante ed animali che si decompongono possono originare una serie di minerali tra cui zolfo, limonite, aragonite ed altri solfuri.

## Genesi metamorfica
La genesi metamorfica dei minerali avviene sotto l'influenza di temperatura, pressione e circolazione dei fluidi sulle rocce tali che esse rimangano allo stato solido. Queste inducono modifiche strutturali, reazioni chimiche e trasformazioni mineralogiche. La genesi metamorfica si suddivide in due tipi principali: metamorfismo termico o di contatto e metamorfismo regionale.

### Metamorfismo termico o di contatto
Il metamorfismo termico avviene per effetto del magma che si insinua tra le rocce circostanti. Le trasformazioni sono notevoli dal momento che le temperature sono comprese tra 600 e 900 °C ma l'estensione è limitata ad una zona denominata aureola di contatto. I minerali che si formano secondo questa modalità sono numerosi, i principali sono: la cordierite, il granato, la sillimanite, la vesuvianite, quelli appartenenti al gruppo degli spinelli, la pirite, quelli appartenenti alla serie dei pirosseni, la zoisite e la tormalina.

### Metamorfismo regionale
Il metamorfismo di tipo regionale avviene su aree della crosta terrestre di una certa estensione dove avvengono fenomeni di dislocazione e sprofondamento. In queste aree si registrano gli effetti della pressione e della temperatura che aumentano con la profondità. Esiste una classificazione in base alla profondità:
epizonala profondità è compresa tra i 5000 e i 7000 m, le temperature si aggirano intorno ai 300 °C e le pressioni, dovute al peso dei sedimenti sovrastanti, sono moderate. I minerali più comuni che si formano in questa zona sono: l'albite, l'ematite, l'epidoto, la titanite ed i minerali con struttura fibrosa e lamellare come la sericite, la tremolite, la clorite, l'illite ed il serpentino.
mesozonala profondità è compresa tra i 7000 e i 12000 m, le temperature salgono fino a circa 400 °C e la pressione, sempre determinata dal peso dei sedimenti, aumenta. I minerali più comuni sono: l'almandino, la biotite, la cianite, l'epidoto, il microclino, l'orneblenda, i plagioclasi sodico-calcici e la staurolite.
catazonala profondità è compresa fra i 12000 e i 20000 m ed oltre, la temperatura è intorno ai 600 °C e la pressione è elevata e di tipo idrostatico. In questa zona si rinvengono la biotite, la cordierite, la grafite, i granati, l'olivina, l'ortoclasio, i pirosseni, i plagioclasi, la sillimanite.